# Yirtiji
Yirtiji («Хищник») — снайперская винтовка впервые представленная публике на оборонной выставке IDEF-2015 в Стамбуле Министерством оборонной промышленности Азербайджана.
Снайперская винтовка «Yirtiji» призвана частично заменить российскую винтовку СВД находящуюся на вооружении армии Азербайджана.
Особенностью «Yirtiji» является возможность размещения рукояти взведения затвора с любой стороны, что позволяет управлять ею как правой, так и левой рукой. Переключатели предохранителя также располагаются с обеих сторон ствольной коробки.